# 5232 Йорданс
5232 Йорданс (5232 Jordaens) — астероїд головного поясу, відкритий 14 серпня 1988 року.
Тіссеранів параметр щодо Юпітера — 3,253.